# Aleșd
Aleșd là một thị xã thuộc hạt Bihor, România. Dân số thời điểm năm 2002 là 10376 người.